# Théodoric de Ringelheim
Théodoric, né vers 872 et mort vers 916, est un noble saxon des IXe et Xe siècles, qualifié « comte de Ringelheim » par les uns, et « d’Aldembourg » par d’autres. Il est également appelé Thiadrich ou Dietrich von Ringelheim par les auteurs germaniques.
Il est le père de Mathilde de Ringelheim, qui deviendra sainte Mathilde et donc l'arrière-grand-père maternel de Hugues Capet.

## Biographie
Né vers 872 et baptisé au nom de Théodoric le Grand, il est le fils de Mathilde qui sera plus tard abbesse de Herford en Westphalie. Le nom de son père (Waltbert?) demeure incertain. Selon le chroniqueur Widukind de Corvey, on compte parmi ses ancêtres, les « Immedingiens », plusieurs ducs de Saxe, dont Widukind (Guiteclin), le principal adversaire de Charlemagne pendant la guerre des Saxons de 777 à 785.
Il est le père de Mathilde de Ringelheim, qui deviendra sainte Mathilde,,,, et donc l'arrière-grand-père maternel de Hugues Capet. Selon le récit de la vita posterior de Mathilde, le comté de Théodoric se trouvait en Westphalie (in occidentali regione) ; l'indication de Ringelheim n'est apparu que vers l'an 1300. 
Selon certaines sources, il est décédé le 8 février 916 à Ringelheim en Ostphalie.

## Union et postérité
Thierry se serait marié deux fois :
- En premières noces avec Gisèle de Lotharingie(?), avec qui il eut un fils, Beuve II (Bovo, Bovon), évêque de Châlons-sur-Marne, et trois filles : Amalrada, la mère de l'évêque Thierry Ier de Metz, Bia, épouse du comte Wichmann l'Ancien, et Frédérune qui se maria avec Charles le Simple, roi de Francie occidentale et roi de Lotharingie.
- En secondes noces il se maria avec Reinhild, qui était d'origine dano-frisonne[7], dont il eut Mathilde.